# Егоровка (Антрацитовский район)
Егоровка (укр. Єгорівка) — село, относится к Антрацитовскому району Луганской области Украины. Под контролем самопровозглашённой Луганской Народной Республики.

## География
Село располагается на реке Юськиной. Соседние населённые пункты: сёла Вишнёвое (выше по течению Юськиной) и Орехово на севере, посёлок Нижний Нагольчик на северо-западе; сёла Дьяково (ниже по течению Юськиной) на юго-западе, Бобриково и Новокрасновка на юго-востоке, Грибоваха и Платоновка на востоке.

## Население
Население по переписи 2001 года составляло 250 человек.

## Общие сведения
Почтовый индекс — 94696. Телефонный код — 6431. Занимает площадь 1,121 км². Код КОАТУУ — 4420381103.

## Местный совет
94694, Луганская обл., Антрацитовский р-н, с. Бобриково, ул. Колхозная, 11